# Star Trek VI: Aquel país desconocido
Star Trek VI: aquel país desconocido (título original en inglés: Star Trek VI: The Undiscovered Country) es la sexta película de ciencia ficción de 1991 basada en la franquicia de Star Trek creada por Gene Roddenberry. La película fue estrenada por Paramount Pictures el 6 de diciembre de 1991 y es la última protagonizada por el reparto original. 
The Undiscovered Country fue pensada originalmente como una precuela de la serie original, con jóvenes actores que representasen a la tripulación del Enterprise mientras estaban en la escuela. Enfrentando la producción de una nueva película en tiempos del 25° aniversario de Star Trek, Denny Martin Flinn y Nicholas Meyer escribieron un guion basado en una idea sugerida por Leonard Nimoy sobre ¿qué pasaría si «el muro se viniera abajo en el espacio»?, tocando un tema contemporáneo como fue el de la caída del Muro de Berlín. La película fue completada en once meses, y su creador, Gene Roddenberry, moriría poco antes del estreno.

## Argumento
El imperio Klingon entra en crisis después de que su principal productor de energía, su luna Praxis, explota debido a su sobreexplotación. El desastre lleva a que el Imperio esté ahora en peligro de extinción en cincuenta años. Al ver su crítica situación y al no poder financiar ya una carrera armamentista, el Imperio Klingon decide limar las asperezas que tuvo con la Federación de Planetas Unidos durante casi setenta años para tener así los recursos necesarios para combatir la catástrofe.
A tres meses de retirarse, el capitán James T. Kirk y su tripulación es el encargado de escoltar al Canciller Klingon Gorkon hasta la Tierra para así poder concretar un correspondiente tratado de paz. Sin embargo, en camino al planeta Tierra, Gorkon es asesinado por «uniformados» de la Flota Estelar. James T. Kirk y Leonard McCoy son acusados del crimen y enviados a la prisión klingon Rura Penthe de por vida. El Sr Spock, ahora capitán, y el resto de la tripulación deberán desenmascarar tales falsedades y exculpar a sus colegas, descubriendo una conspiración entre los mismísimos altos mandos Klingon y de la Federación para que la paz no se logre. 
Luego de desbaratar aquellos planes, la tripulación debe ir al muelle espacial para su relevo. La acción se sitúa hacia el año 2293.

## Intérpretes
| Personaje                   | Intérpretes         | Doblaje español          | Doblaje mexicano     |
| --------------------------- | ------------------- | ------------------------ | -------------------- |
| Almirante James T. Kirk     | William Shatner     | Constantino Romero       | Agustín López Zavala |
| Capitán Spock               | Leonard Nimoy       | Miguel Ángel Jenner      | Antonio Raxel        |
| Dr. Leonard McCoy «Bones»   | DeForest Kelley     | Pepe Mediavilla          | Agustín Sauret       |
| Montgomery Scott «Scotty»   | James Doohan        | José María Angelat       | Eduardo Borja        |
| Hikaru Sulu                 | George Takei        | Antonio Gómez de Vicente | Ismael Castro        |
| Teniente Nyota Uhura        | Nichelle Nichols    | Marta Martorell          | Ángela Villanueva    |
| Pavel Chekov                | Walter Koenig       | Antonio Lara             | Carlos Becerril      |
| General Chang               | Christopher Plummer | José Luis Sansalvador    | Jaime Vega           |
| Teniente Valers             | Kim Cattrall        | Nuria Mediavilla         | Toni Rodríguez       |
| Canciller Gorkon            | David Warner        | Rogelio Hernández        | Víctor Guajardo      |
| Oficial de comunicaciones   | Christian Slater    | Daniel García            | Roberto Mendiola     |
| Martia                      | Iman                | Concha García Valero     | ¿?                   |
| Canciller Azetbur           | Rosanna DeSoto      | María Dolores Gispert    | ¿?                   |
| Coronel Worf                | Michael Dorn        | Josep Maria Ullod        | José Carlos Moreno   |
| Embajador Klingon           | John Schuck         | Francisco Garriga        | Armando Réndiz       |
| Janice Rand                 | Grace Lee Whitney   | ¿?                       | ¿?                   |
| Presidente de la Federación | Kurtwood Smith      | Jesús Ferrer             | Humberto Solorzano   |
| Embajador Sarek             | Mark Lenard         | Juan Comellas            | ¿?                   |
| Almirante Cartwright        | Brock Peters        | Joaquín Muñoz            | ¿?                   |

## Producción
La anterior película, Star Trek V: The Final Frontier, fue una decepción tanto crítica como financiera. El productor Frank Mancuso le pidió a Leonard Nimoy que hiciera un nuevo film que sirviera como despedida para los actores de la serie original. El productor Harve Bennett sugirió una precuela con versiones jóvenes de Kirk y Spock en la Academia de la Flota Estelar. Esta versión, denominada Star Trek: The First Adventure (La primera aventura), sería una manera de continuar con los personajes, pero no con los actores. El creador de Star Trek Gene Roddenberry rechazó esta idea.
Nicholas Meyer, quien dirigió The Wrath of Khan y coescribió de The Voyage Home, fue solicitado para realizar la sexta película de la franquicia. Nimoy visitó la casa de Meyer y le sugirió «¿Que tal si el muro se cayera en el espacio?», tú sabes que los Klingon siempre han representado a los rusos... Meyer continuó «Oh, espera un minuto! Está bien, comencemos con un Chernobyl intergaláctico! Una gran explosión! No tendremos más Imperio Klingon...!». La historia incluía deliberadamente referencias a figuras políticas de ese momento; el personaje de Gorkon se basaba en Mijaíl Gorbachov. Meyer y Denny Martin Flynn escribieron el guion, y la esposa de Meyer fue la primera en sugerir que éste la dirigiera.
La filmación comenzó el 16 de abril de 1991 y concluyó el 27 de septiembre de ese año.

## Estreno y Recepción
The Undiscovered Country fue estrenada el 6 de diciembre de 1991. Inicialmente la película iba a ser lanzada el 13 de diciembre, cinco días después del 25 aniversario del estreno de Star Trek: The Original Series.
La recaudación en Estados Unidos fue de 74.89 millones de dólares, y mundialmente alcanzó los 96.89 millones de dólares y fue de esa manera un éxito de taquilla. También recogió críticas positivas durante su lanzamiento. La película fue nominada como Mejor Edición de Sonido y Maquillaje para la entrega 64 de los Premios de la Academia. La película también ganó un Premio Saturn a la Mejor Película de Ciencia ficción, la única película de Star Trek en lograrlo.

## Blu-Ray, DVD, VHS y Laserdisc
Originalmente la película fue lanzada en formato VHS y Laserdisc en junio de 1992. La Edición Especial en DVD salió a la venta en 2004, que contiene la versión extendida del director.
El 8 de diciembre de 2008 Paramount anunció el lanzamiento en Blu-Ray de Star Trek VI: The Undiscovered Country para coincidir con el estreno de la nueva película de la franquicia, Star Trek XI, para mayo de 2009.
El 12 de mayo de 2009, sale a la venta la primera versión en Blu-Ray de The Undiscovered Country, incluida en un pack que contiene las seis películas protagonizadas por el elenco de Star Trek: The Original Series. La película incluye sonido Dolby TrueHD de 7.1 canales, además de tener todo el material extra incluido en los DVD previos. La versión presente en este Blu-Ray es la versión cinematográfica del film, sin incluir la edición del director.